# Calendario budista
El calendario budista se emplea en Sri Lanka, Camboya, Laos, Tailandia y Birmania. Comienza con el año del nacimiento de Buda, que hasta mediados del siglo XX se creía que era el 543 a. C. (Actualmente se cree que nació hacia el 480 a. C., ± 20 años). 
Una convención de expertos en Gotinga, Alemania, dedujo que Buda debe haber muerto entre veinte años antes y veinte años después del 400 a. C., o sea entre el 420 y el 380 a. C.. Si vivió 80 años, entonces habría nacido entre el 500 y el 460 a. C.
La mayoría de los budistas celebran la llegada del nuevo año el 3 de febrero, los tibetanos lo celebran el 18 de febrero y algunos esperan hasta el 2 de abril. El nacimiento y muerte de Buda, por otro lado no sufre variaciones y se ha establecido las fechas del 15 de febrero y el 13 de mayo respectivamente.

## Festividades
La siguiente tabla muestra las principales festividades del calendario budista y las escuelas budistas que los festejan según el mes. Téngase en cuenta que las fechas exactas pueden variar al estar las festividades basadas en el calendario lunar.
| Mes               | Festividad                    | Escuela budista                           |
| ----------------- | ----------------------------- | ----------------------------------------- |
| Febrero           | Losar                         | Budismo tibetano                          |
| Abril             | Hana-Matsuri                  | Mahayana                                  |
| Abril/mayo        | Vesak o Saka Dawa             | Todas las escuelas                        |
| Junio/julio       | Poson                         | Theravada                                 |
| Julio/agosto      | Asala                         | Theravada                                 |
| Julio/agosto      | O-bon                         | Mahayana y Japón                          |
| Octubre/noviembre | Kathina                       | Theravada                                 |
| Noviembre         | Lha Bab Duchen                | Todas la escuelas                         |
| Noviembre         | Día de la Sangha o Magha Puja | Theravada y la Comunidad budista Triratna |